# 2013 en natation
| Années de la natation : 2010 - 2011 - 2012 - 2013 - 2014 - 2015 - 2016    |
| Décennies de la natation : 1980 - 1990 - 2000 - 2010 - 2020 - 2030 - 2040 |

Les faits marquants de l'année 2013 en natation : natation sportive, natation synchronisée, plongeon et water-polo.

## Calendrier international
- 27 janvier au 5 octobre : huit étapes du Grand prix FINA de nage en eau libre 2013.
- 15 mars au 26 mai : Coupe du monde de plongeon 2013.
- 9 au 14 avril : Championnats de France de natation 2013 à Rennes (France).
- 24 juin au 3 juillet : natation sportive et water-polo aux Jeux méditerranéens de 2013 à Mersin (Turquie).
- 6 au 17 juillet : Universiade d'été 2013 à Kazan (Russie).
- 19 juillet au 4 août : Championnats du monde de natation 2013 à Barcelone (Espagne).
- 26 au 30 août : Championnats du monde de natation de la jeunesse 2013 à Dubaï (Émirats arabes unis).
- 12 au 15 décembre : Championnats d'Europe de natation en petit bassin 2013 à Herning (Danemark).
- 20 au 21 décembre : Duel in the Pool à Glasgow (Écosse).

## Événements

### Janvier
- 28 janvier : nomination du nouveau Directeur Technique National par la ministre des Sports Valérie Fourneyron, il s'agit de Lionel Horter ancien nageur et entraîneur, devenu en 2009 directeur des Équipes de France[1].

### Avril
- 9 au 14 avril : Championnats de France de natation 2013 à Rennes (France).
  - 11 avril : lors de la finale, Jérémy Stravius (France) bat le record de France du 200 m 4 nages.

### Juillet
- 20 au 28 juillet :
  - épreuves de nage en eau libre des Championnats du monde de natation 2013, dans le Port Vell de Barcelone.
  - épreuves de natation synchronisée des Championnats du monde de natation 2013, dans le Palau Sant Jordi de Barcelone.

- 20 au 29 juillet : épreuves de plongeon des Championnats du monde de natation 2013, dans la piscine municipale de Montjuïc de Barcelone.

- 28 juillet au 4 août : épreuves de natation sportive des Championnats du monde de natation 2013, dans le Palau Sant Jordi de Barcelone.
  - 29 juillet : lors des demi-finales, Ruta Meilutyte (Lituanie) bat le record du monde du 100 m brasse.
  - 30 juillet : lors de la finale, Katie Ledecky (États-Unis) bat le record du monde du 1500 m nage libre.
  - 30 juillet : lors de la finale, Lotte Friis (Danemark) bat le record d'Europe du 1500 m nage libre.

### Août
- 28 juillet au 4 août : épreuves de natation sportive aux Championnats du monde de natation 2013, dans le Palau Sant Jordi de Barcelone.
  - 1er août : lors des demi-finales, Rikke Møller Pedersen (Danemark) bat le record du monde du 200 m brasse.
  - 3 août : lors des demi-finales, Ruta Meilutyte (Lituanie) bat le record du monde du 50 m brasse.
  - 3 août : lors de la finale, Katie Ledecky (États-Unis) bat le record du monde du 800 m nage libre.
- 7 au 8 août : première étape de la Coupe du monde de natation en petit bassin 2013 à Eindhoven (Pays-Bas).
  - 7 août : lors de la finale, Katinka Hosszu (Hongrie) bat le record du monde en petit bassin du 200 m 4 nages.
- 10 au 11 août : deuxième étape de la Coupe du monde de natation en petit bassin 2013 à Berlin (Allemagne).
  - 10 août : lors de la finale, Mireia Belmonte García (Espagne) bat le record du monde en petit bassin du 800 m nage libre.
  - 10 août : lors de la finale, Daryna Zevina (Ukraine) bat le record d'Europe en petit bassin du 200 m dos.
  - 11 août : lors de la finale, Mireia Belmonte García (Espagne) bat le record du monde en petit bassin du 400 m nage libre.
  - 11 août : lors de la finale, Katinka Hosszu (Hongrie) bat le record du monde en petite bassin du 100 m 4 nages.
  - 11 août : lors de la finale, Katinka Hosszu (Hongrie) bat le record du monde en petit bassin du 400 m 4 nages.

### Octobre
- 12 au 13 octobre : troisième étape de la Coupe du monde de natation en petit bassin 2013 à Moscou (Russie).
  - 12 octobre : lors de la finale, Ruta Meilutyte (Lituanie) bat le record du monde du 100 m brasse.

### Novembre
- 5 et 6 novembre : sixième étape de la Coupe du monde de natation en petit bassin 2013 à Singapour.
  - 5 novembre : lors de la finale, Chad le Clos (Afrique du Sud) bat le record du monde du 200 m papillon.
- 9 au 10 novembre : septième étape de la Coupe du monde de natation en petit bassin 2013 à Tokyo (Japon).
  - 10 novembre : lors de la finale, Yuliya Efimova (Russie) bat le record du monde en petit bassin du 50 m brasse.
- 29 novembre : Championnats d'Espagne de natation en petit bassin 2013 à Castellon de la Plana (Espagne).
  - 29 novembre : lors de la finale, Mireia Belmonte García (Espagne) bat le record du monde en petit bassin du 1500 m nage libre.

### Décembre
- 9 décembre : Amaury Leveaux (France) annonce sa retraite.
- 12 au 15 décembre : Championnats d'Europe de natation en petit bassin 2013 à Herning (Danemark).
  - 12 décembre : lors des demi-finales, le relais russe (Vladimir Morozov, Oleg Kostin, Nikita Konovalov, Vitaly Melnikov) bat le record du monde en petit bassin du 4 x 50 m 4 nages masculin.
  - 12 décembre : lors des demi-finales, le relais danois (Pernille Blume, Jeanette Ottesen, Kelly Riber Rasmussen, Mie Nielsen) bat le record du monde en petit bassin de 4 x 50 m nage libre féminin.
  - 12 décembre : lors de la finale, Mireia Belmonte García (Espagne) bat le record d'Europe en petit bassin du 200 m papillon.
  - 13 décembre : lors de la finale, Yuliya Efimova (Russie) bat le record du monde en petit bassin du 200 m brasse.
  - 13 décembre : lors de la finale, Mie Nielsen (Danemark) bat le record d'Europe en petit bassin du 100 m dos.
  - 15 décembre : lors de la finale, le relais russe (Vladimir Morozov, Sergey Fesikov, Evgeny Lagunov, Nikita Konovalov) bat le record du monde en petit bassin du 4 x 50 m nage libre masculin.
  - 15 décembre : lors de la finale, le relais russe (Daria Ustinova, Yuliya Efimova, Svetlana Chimrova, Rozaliya Nasretdinova) bat le record du monde en petit bassin du 4 x 50 m 4 nages féminin.

## Récompenses
- Nageurs de l'année pour le Swimming World Magazine[2] :
  - Nageur mondial de l'année : Sun Yang
  - Nageur américain de l'année : Ryan Lochte
  - Nageur européen de l'année : Daniel Gyurta
  - Nageur africain de l'année : Chad le Clos
  - Nageur du bassin pacifique de l'année : Sun Yang
  - Nageur en eau libre de l'année : Thomas Lurz
  - Nageur handicapé de l'année : Daniel Dias
  - Nageuse mondiale de l'année : Katie Ledecky
  - Nageuse américaine de l'année : Katie Ledecky
  - Nageuse européenne de l'année : Katinka Hosszú
  - Nageuse africaine de l'année : Karin Prinsloo
  - Nageuse du bassin pacifique de l'année : Cate Campbell
  - Nageuse en eau libre de l'année : Poliana Okimoto
  - Nageuse handicapée de l'année : Sophie Pascoe